# Fife Lake
Fife Lake is een plaats (village) in de Amerikaanse staat Michigan, en valt bestuurlijk gezien onder Grand Traverse County.

## Demografie
Bij de volkstelling in 2000 werd het aantal inwoners vastgesteld op 466.
In 2006 is het aantal inwoners door het United States Census Bureau geschat op 462, een daling van 4 (-0.9%).

## Geografie
Volgens het United States Census Bureau beslaat de plaats een oppervlakte van
3,1 km², waarvan 1,9 km² land en 1,2 km² water. Fife Lake ligt op ongeveer 323 m boven zeeniveau.

## Plaatsen in de nabije omgeving
De onderstaande figuur toont nabijgelegen plaatsen in een straal van 32 km rond Fife Lake.